# One Day in Your Life (песня Майкла Джексона)
«One Day in Your Life» (с англ. — «Один день твоей жизни») — песня американского певца Майкла Джексона. В 1975 году была издана на лейбле Motown Records в Великобритании в качестве третьего сингла из четвёртого студийного альбома певца Forever, Michael, тогда она осталась незамеченной.
В 1981 году в Motown Records было принято решение переиздать сингл. Композиция возглавила несколько чартов мира, а также стала первой песней Джексона, достигшей верхней строчки британского UK Singles Chart и получила золотой сертификат от BPI.
В 2001 году планировалось, что Джексон исполнит эту композицию дуэтом с Уитни Хьюстон на концертах, посвящённых 30-летию его сольной карьеры, однако, певице стало плохо за кулисами, и выступление с ней пришлось отменить.

## Релиз сингла
Баллада «One Day in Your Life» была написана для Джексона Рене Арманд и Сэмом Брауном III, 16-летний певец записал её в декабре 1974 года для своего нового альбома. В апреле 1975 года композиция была выпущена в Великобритании в качестве третьего сингла из пластинки музыканта Forever, Michael, тогда песня, как и сам альбом, осталась незамеченной.
В 1981 году представители лейбла Motown Records приняли решение составить конкуренцию новой успешной пластинке Джексона Off the Wall: они издали «One Day in Your Life» на одноимённом сборнике и перевыпустили сингл. Песня был впервые издана в качестве сингла в США и переиздана в Великобритании. Композиция возглавила несколько чартов мира, а также стала первой песней Джексона, достигшей верхней строчки британского UK Singles Chart и получила золотой сертификат от BPI. Кроме того, возглавив хит-парад Великобритании «One Day in Your Life» сместила с вершины песню Смоки Робинсона — это первый и единственный случай в истории Motown, когда один сингл лейбла заменил на верхней строчке другой.

## Реакция критиков
Роберт Кристгау назвал «One Day in Your Life» уверенным хитом. В своём обзоре сборника The Best of Michael Jackson он писал: «Эта песня первоклассно сентиментальна, она сочетает в себе одновременно и независимость и беспомощность». Обозреватели портала Contactmusic.com включили композицию в свой список 20 самых любимых хитов Джексона. Журналисты The Telegraph заметили, что «One Day in Your Life» записана музыкантом в более низкой тональности, чем ранее — певец звучит взрослее. Журналисты портала Soul Train посчитали композицию «высококлассной и трогательной».

## Концертные исполнения
Джексон исполнял «One Day in Your Life» в рамках телешоу Diana! и Soul Train. В 1975—76 гг. песня вошла в сет-лист нескольких концертов группы The Jacksons по США и Мексике. В 2001 году планировалось, что музыкант исполнит эту композицию дуэтом с Уитни Хьюстон на концертах, посвящённых 30-летию его сольной карьеры, однако, певице стало плохо за кулисами, и выступление с ней пришлось отменить. «One Day in Your Life» присутствовала также в первоначально опубликованном сет-листе несостоявшего в связи со смертью Джексона тура This Is It.

## Список композиций
| №  | Название               | Длительность |
| -- | ---------------------- | ------------ |
| 1. | «One Day in Your Life» | 4:08         |

| №  | Название               | Длительность |
| -- | ---------------------- | ------------ |
| 2. | «With a Child’s Heart» | 3:00         |

| №  | Название               | Длительность |
| -- | ---------------------- | ------------ |
| 1. | «One Day in Your Life» | 4:08         |

| №  | Название       | Длительность |
| -- | -------------- | ------------ |
| 2. | «Take Me Back» | 3:23         |

## Позиции в чартах
| Чарт (1981)             | Высшая позиция |
| ----------------------- | -------------- |
| Австралия               | 1              |
| Бельгия (Фландрия)      | 1              |
| Великобритания          | 1              |
| Зимбабве                | 1              |
| Ирландия                | 1              |
| Нидерланды              | 2              |
| Новая Зеландия          | 48             |
| США (Hot 100)           | 55             |
| США (R&B/Hip-Hop Songs) | 42             |
| ЮАР                     | 1              |

## Кавер-версии
- 1995 год. В исполнении Лондонского симфонического оркестра «One Day in Your Life» вошла в сборник London Synphonic Orchestra Plays Michael Jackson[19].
- 2009 год. Глория Эстефан исполнила эту композицию в рамках 90 Millas World Tour[англ.] в Ливерпуле[10].